# Charles Léon Godeby
Charles Léon Godeby, né le 26 janvier 1866 à Rennes et mort le 19 mai 1952 à Quimper, est un peintre français qui a surtout peint la Bretagne et l'Afrique du Nord.

## Biographie
Charles Léon Godeby est le fils de Pierre Jean Godeby (1810-1877), forgeron et fabricant de voitures et de Jeanne Marie Soulas (1837-1902). Sa sœur Jeanne Charlotte Marie Godeby est artiste peintre.
Élève de Jean-Léon Gérôme et Luc-Olivier Merson, il expose au Salon des beaux-arts de Paris à partir de 1890. Il fut aussi conservateur du Musée des beaux-arts de Quimper à partir de 1922. Il décore l'escalier d'honneur de la Mairie de Quimper avec des peintures (deux triptyques représentant l'un, des scènes de bataille et de tranchées, l'autre le sacrifice des soldats quimpérois morts pour la France pour honorer la mémoire des 566 Quimpérois tombés au front pendant la Première guerre mondiale. Ce Mémorial est inauguré le 27 mai 1928. Cet ensemble a été restauré en 2011.

## Œuvres
La liste ci-dessous est très incomplète :
- Paysages bretons[5] :
  - Ferme bretonne (autre titre : Le retour, fin de journée)[6], 0904, huile sur toile, Musée des beaux-arts de Bordeaux.
  - Le pardon de Sainte-Anne-la-Palud[7], 1887, huile sur toile, 153 cm × 228 cm, Musée du Vieux-Château de Laval (Mayenne)
  - Devant l'église en Bretagne
  - Paysan breton à l'aube, huile sur toile, 50 cm × 47 cm
  - Lavandières près de l'église[8], 46 cm × 55 cm
  - Les lavandières[9], 36 cm × 27 cm
  - Douarnenez Les Plomarc'h, huile sur toile, 38 cm × 46 cm[10]
  - Environs de Douarnenez, huile sur canevas[11]
  - Le port de Douarnenez vu des chaumières des Plomarc'h, huile sur canevas[12]
  - Gouézec, Notre-Dame des Trois Fontaines, huile sur toile, 46 cm × 55 cm
  - Jour de pardon au pays Bigouden, huile sur canevas[13].
  - La marchande de jouets[14], 123,5 cm × 150,5 cm, Musée des beaux-arts de Quimper
  - Famille bretonne : quatre personnages
  - La petite bretonne à la poupée
  - Pont-Croix[15]
  - Maisons en bord de côte bretonne
  - La chapelle du Tromeur
  - Châteaulin : les bords de l'Aulne
  - Automne à Scaër
  - Paysage du Morbihan
- Paysages d'Afrique du Nord[5] :
  - Ruelle orientale[16], huile sur toile, 55 cm × 46 cm
  - Souk
  - Rue de village en Afrique du Nord
  - Scène animée en Afrique du Nord
  - Rue couverte en Afrique du Nord
  - Souk à Constantine
  - Cimetière à Tunis
  - Marché aux épices à Kairouan
  - Minaret à Sfax
  - Oasis de Gabès[17], 1908 (tableau exposé au Salon de Paris de 1908 sous le titre L'Oued  à Gabès)
  - Rue à Sidi Mansour
  - Rue à Mila
  - Tanger
  - Musulmanes
- Autres :
  - Homère conduit sous un sycomore par un jeune, 1893[18]
  - L'adoration des bergers[19], vers 1897, huile sur toile, 200 cm × 251 cm, Musée des beaux-arts de Rennes.
  - Dans le vieux chemin[20], 1909, huile sur toile, 153 cm × 226 cm, Musée des beaux-arts de Rennes.
  - Jeune fille avec une cruche d'eau[21], huile sur toile, 46,4 cm × 27,9 cm
  - Bassin dans le parc de Trianon[22], huile sur toile, 35,8 cm × 45,5 cm
  - Le buisson ardent
  - Pont à Venise
  - Palais et pont à Venise
  - Les camélias[23]